# Assim que Passarem Cinco Anos

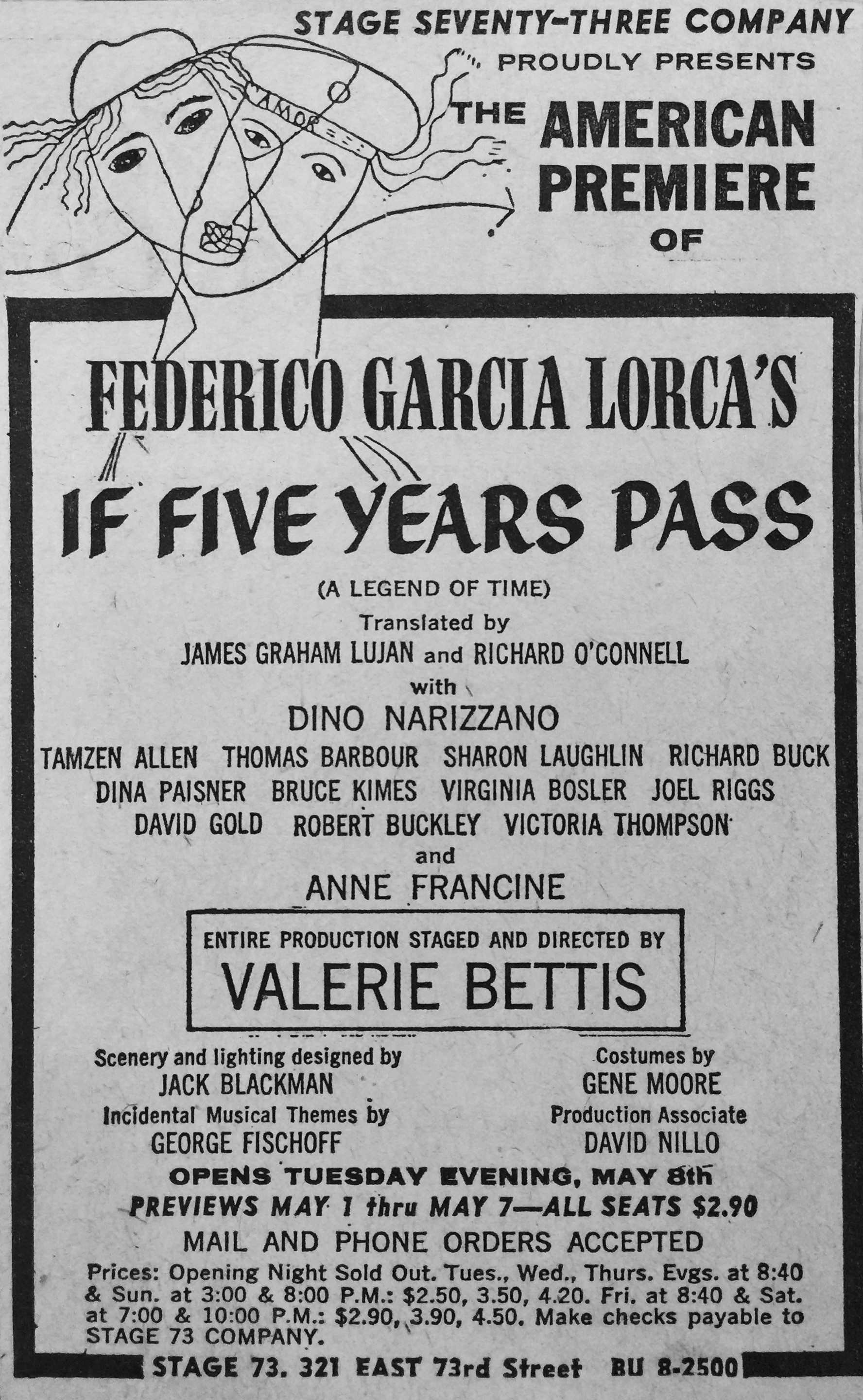

Assim que passarem cinco anos: lenda do tempo é uma peça do poeta e dramaturgo espanhol Federico Garcia Lorca. Escrita em 1931, é uma paródia dos melodramas familiares com cenas sem ligação aparente, permeadas por toques surrealistas. Em vários momentos, a trama se quebra e os diálogos não têm concatenação lógica.
Em sua análise sobre a peça, o professor Severino Francisco, mestre em teoria da literatura pela UNB - Universidade de Brasília,  constata que Lorca “(…)afronta a estrutura linear do enredo, a verossimilhança e as convenções do realismo e do naturalismo.”